# Dappula tertia
Dappula tertia är en fjärilsart som beskrevs av Robert Templeton 1847. Dappula tertia ingår i släktet Dappula och familjen säckspinnare. Inga underarter finns listade i Catalogue of Life.